# Olga Taratuta
Olga Taratuta (21 de enero de 1876 – 8 de febrero de 1938) fue una militante anarcocomunista ucraniana. Fue fundadora de la Cruz Negra Anarquista. 

## Primeros años y activismo
Taratuta nació con el nombre de Elka Ruvinskaia en la villa de Novodmitrovka, cerca de Jersón en Ucrania, por entonces parte del Imperio ruso. Era hija de un pequeño comerciante de familia judía. Trabajó como maestra luego de completar sus estudios.
Taratuta fue arrestada por sus actividades políticas en 1895. En 1897 se unió a los socialdemócratas de Abram y Iuda Grossman en Ekaterinoslav. Taratuta era miembro de la Unión de Obreros del Sur de Rusia y del comité del Partido Obrero Socialdemócrata de Rusia de Elizavetgrado (hoy Kirovohrad) entre 1898 y 1901. En 1901 se trasladó a Alemania y luego a Suiza; durante este período trabajó en el periódico del partido, llamado Iskra ("La chispa") donde conoció a Georgi Plekhanov y a Vladimir Lenin.
En 1903, mientras estaba en Suiza, Taratuta se convirtió ideológicamente al anarcocomunismo. Volvió a Odesa en 1904 y se unió a Neprimirimye ("Los intransigentes"), que estaba integrado por anarquistas y otros partidarios de Jan Wacław Machajski. Taratuta fue arrestada en abril de 1904, pero fue liberada por falta de evidencias algunos meses después. Luego de su liberación se incorporó al Grupo de Obreros Anarcocomunistas de Odessa; pronto se convirtió en uno de los militantes anarquistas más prominentes de Rusia.
Taratuta fue arrestada nuevamente en octubre de 1905, y liberada durante la amnistía política que resultó de la Revolución rusa de 1905. Se integró como activista en el Grupo de Anarcocomunistas del Sur de Rusia, que se valía de métodos terroristas y violentos, atacando a las instituciones y representantes de las burguesía. Taratuta estuvo involucrada en el ataque al Café Libman de Odessa en diciembre de 1905, por lo que se la sentenció a 17 años de prisión.
Taratuta escapó de la prisión en diciembre de 1906 huyendo hacia Ginebra, donde se integró al grupo Buntar ("Los amotinados") y editó su periódico homónimo. A fines de 1907, retornó a Odessa, donde trabajó en el plan para el atentado contra el General Aleksandr Kaulbars, comandante militar regional, y contra el General Tolmachev, gobernador de Odessa, y la voladura de los tribunales de Odessa.
Taratuta fue arrestada en 1908 en Ekaterinoslav y fue sentenciada a 21 años de prisión. Fue liberada en marzo de 1917 como consecuencia de la Revolución de febrero. En mayo de 1918, se unió al Socorro Rojo Político que ayudaba a los revolucionarios encarcelados de todas las afiliaciones políticas.
Aunque inicialmente se mantuvo distante del movimiento anarquista, la persecución en aumento del gobierno bolchevique sobre los anarquistas llevó a Taratuta a incorporarse a Golos Truda ("La voz del trabajo") y a la Confederación Nabat en junio de 1920. Volvió a Ucrania en septiembre de 1920, luego de que el Ejército negro de Néstor Makhno acordase una tregua con el gobierno soviético. Los comandantes makhnovistas le entregaron 5 millones de rublos; Taratuta viajó a Járkov y utilizó el dinero para fundar la Cruz Negra Anarquista, que proveería ayuda a los prisioneros políticos y perseguidos anarquistas.

## Represión soviética
En noviembre de 1920, Taratuta fue arrestada durante una operativo gubernamental contra los anarquistas y los makhnovistas ucranianos. Los soviéticos clausuraron al local de la Cruz Negra, y Taratuta fue transferida a Moscú en enero de 1921 y a Orlov en abril de 1921. Los meses siguientes se le ofreció ser liberada bajo la condición de que declarase públicamente contra su credo anarquista. En cambio, se unió a los prisioneros anarquistas que estaban en huelga de hambre durante 11 días. En marzo de 1922 fue exiliada a Veliky Ustyug por dos años.
Luego de su liberación en 1924, Taratuta se mudó a Kiev. Fue arrestada a mediados de ese año por difundir propaganda anarquista, pero pronto fue dejada en libertad. Pasó a residir en Moscú y en 1927 se unió a la campaña internacional por la liberación de Sacco y Vanzetti. Durante 1928 y 1929, Taratuta escribió numerosas cartas tratando de organizar una organización internacional de apoyo a los anarquistas encerrados en las cárceles soviéticas. Volvió a Odessa en 1929, pero fue arrestada por intentar organizar un grupo anarquista entre los trabajadores ferroviarios, Fue sentenciada a dos años en prisión.
Taratuta retornó a Moscú luego de quedar libre. Allí se adhirió a la Asociación de Prisioneros Políticos y Exiliados, que procuró intentar infructuosamente obtener pensiones por vejez, pobreza y enfermedad a los antiguos revolucionarios. Fue arrestada y condenada nuevamente en 1933, pero poco se conoce acerca de este suceso.
Taratuta fue arrestada por última vez el 27 de noviembre de 1937 y acusada por actividades anarquistas y antisoviéticas. Fue condenada a muerte y ejecutada el 8 de febrero de 1938.